# Спиридонов Леонід Миколайович
Леонід Миколайович Спиридонов (каз. Леонид Николаевич Спиридонов; нар. 16 грудня 1980, Кердьом, Якутська АРСР) — казахський і російський борець вільного стилю якутського походження, бронзовий призер чемпіонатів світу, чемпіон Азії, бронзовий призер Азійських ігор, дворазовий срібний призер кубків світу, учасник двох Олімпійських ігор. Майстер спорту міжнародного класу з вільної боротьби, майстер спорту Російської Федерації, Заслужений працівник фізичної культури і спорту Республіки Саха, Почесний громадянин Хангаласського улусу, Лауреат премії Хангаласського улусу імені Г. В. Ксенофонтова.
Леонід Спиридонов починав займатися вільною боротьбою з 1991 року в Хангаласському районі Якутії у тренера Олега Лебедєва. Був срібним призером чемпіонату світу серед юніорів у складі збірної Росії. У складі цієї ж збірної став чемпіоном світу серед студентів. Рішення виступати за збірну Казахстану прийняв через високу конкуренцію в збірній Росії, в першу чергу, з боку спортсменів з Північного Кавказу. З 2014 року почав виступи за збірну Росії з пляжної боротьби.

## Виступи на Олімпіадах
| Змагання                    | Збірна    | Вагова категорія | Місце |
| --------------------------- | --------- | ---------------- | ----- |
| Літні Олімпійські ігри 2004 | Казахстан | 66 кг            | 4     |
| Літні Олімпійські ігри 2008 | Казахстан | 66 кг            | 5     |

## Виступи на Чемпіонатах світу
| Змагання                        | Збірна    | Вагова категорія | Місце  |
| ------------------------------- | --------- | ---------------- | ------ |
| Чемпіонат світу з боротьби 2003 | Казахстан | 66 кг            | 17     |
| Чемпіонат світу з боротьби 2005 | Казахстан | 66 кг            | 5      |
| Чемпіонат світу з боротьби 2006 | Казахстан | 66 кг            | 10     |
| Чемпіонат світу з боротьби 2009 | Казахстан | 66 кг            | Бронза |

## Виступи на Чемпіонатах Азії
| Змагання                       | Збірна    | Вагова категорія | Місце  |
| ------------------------------ | --------- | ---------------- | ------ |
| Чемпіонат Азії з боротьби 2006 | Казахстан | 66 кг            | Золото |
| Чемпіонат Азії з боротьби 2008 | Казахстан | 66 кг            | 5      |

## Виступи на Азійських іграх
| Змагання           | Збірна    | Вагова категорія | Місце  |
| ------------------ | --------- | ---------------- | ------ |
| Азійські ігри 2006 | Казахстан | 66 кг            | 5      |
| Азійські ігри 2010 | Казахстан | 66 кг            | Бронза |

## Виступи на Кубках світу
| Змагання                    | Збірна    | Вагова категорія | Місце  |
| --------------------------- | --------- | ---------------- | ------ |
| Кубок світу з боротьби 2009 | Казахстан | 66 кг            | Срібло |
| Кубок світу з боротьби 2012 | Казахстан | 66 кг            | Срібло |

## Виступи на інших змаганнях
| Змагання                                             | Збірна    | Вагова категорія | Місце  |
| ---------------------------------------------------- | --------- | ---------------- | ------ |
| Чемпіонат світу з боротьби серед університетів 2000  | Росія     | 63 кг            | Золото |
| Олімпійський кваліфікаційний турнір 2004             | Казахстан | 66 кг            | Золото |
| Турнір Дана Колова — Николи Петрова 2007             | Казахстан | 66 кг            | Золото |
| Олімпійський кваліфікаційний турнір 2008             | Казахстан | 66 кг            | Срібло |
| Золотий Гран-прі з боротьби 2009                     | Казахстан | 74 кг            | 8      |
| Київський Міжнародний турнір з вільної боротьби 2012 | Казахстан | 74 кг            | 7      |
| Меморіал Вацлава Циолковського 2012                  | Казахстан | 66 кг            | Золото |
| Турнір Дмитра Коркіна 2012                           | Казахстан | 74 кг            | Бронза |